# الجامعة الإسلامية العالمية (ماليزيا)
جامعة العلوم الإسلامية العالمية في ماليزيا (IIUM)، هي جامعة عامة في ماليزيا. يقع مقرها الرئيسي في غومباك، سيلاغور، تضم الجامعة ستة فروع أخرى في جميع أنحاء ماليزيا: تشمل هذه الفروع مركزين متخصصين في العلوم الطبية، ومركزًا للدراسات التأسيسية في جامبانغ بولاية باهانغ، وفرعين في وسط كوالالمبور، بالإضافة إلى فرع متخصص في اللغات والسياحة في باغوه بولاية جوهر.
تحظى الجامعة بدعم مالي من ثماني حكومات ومنظمة التعاون الإسلامي ، مما يميزها عن الجامعات الإسلامية العالمية الأخرى مثل تلك الموجودة في إندونيسيا وشيتاغونغ، بنغلاديش.
تأسست الجامعة في 23 مايو 1983 بناءً على المبادئ الإسلامية، حيث يتم دمج القيم الإسلامية في جميع التخصصات. تقدم الجامعة برامج البكالوريوس والماجستير والدكتوراه من خلال 14 كلية.
منذ عام 1987، خرجت الجامعة أكثر من 70,000 خريج وباحث من أكثر من 100 دولة حول العالم، ومعظمهم من ماليزيا.

## تاريخ
تصور رئيس الوزراء مهاتير محمد فكرة إنشاء مؤسسة دولية للتعليم الإسلامي في عام 1982 خلال اجتماع لقادة منظمة التعاون الإسلامي تناول موضوع إسلامية المعرفة. وناقش الفكرة مع وزير التعليم آنذاك سليمان داود، والمدير العام للتعليم مراد محمد نور، وشخصين آخرين. أعد محمد كمال حسن، الذي كان يعمل في ذلك الوقت بجامعة ماليزيا الوطنية، بالتعاون مع مسؤول أكاديمي بارز حضر الاجتماع، الورقة الأولى التي تناولت مفهوم الجامعة.

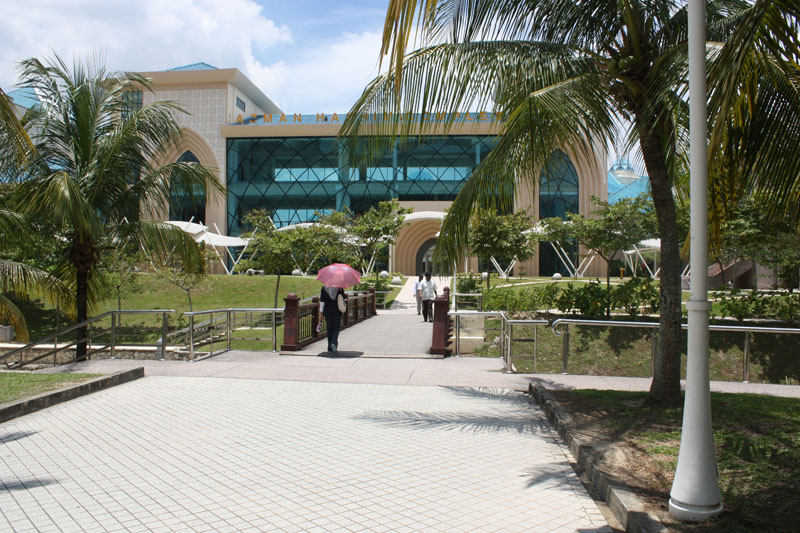
ممر جسر الجامعة، الذي يمتد فوق النهر

كان للعالم البارز إسماعيل الفاروقي دور محوري في هذا السياق، حيث قدم المشورة لقادة سياسيين في العالم الإسلامي مثل محمد ضياء الحق في باكستان ومهاتير محمد. خلال فترة حكم ضياء الحق، ساهم الفاروقي في تأسيس الجامعة الإسلامية الدولية في إسلام آباد عام 1980، والتي سعت لدمج القيم الإسلامية مع التخصصات الأكاديمية الحديثة. أما في ماليزيا، فقد لعب دورًا استشاريًا بارزًا في تأسيس الجامعة الإسلامية العالمية عام 1983. مثلت هذه الجامعات جزءًا من جهود شاملة لتطوير أنظمة تعليمية تجمع بين المعرفة الدينية والحديثة، مما ساهم في تعزيز التطور الفكري والثقافي في العالم الإسلامي.
كانت الجامعة الإسلامية العالمية في ماليزيا أول جامعة إسلامية تتبنى مفهوم "دمج المعرفة مع الأخلاق"، وهو مفهوم تم الاتفاق عليه في المؤتمر الدولي للتعليم الإسلامي الذي عُقد في مكة عام 1976.

في البداية، كانت الجامعة الإسلامية العالمية في ماليزيا جامعة خاصة. ونظرًا لأن لغتي التدريس كانتا الإنجليزية والعربية وليس الماليزية، وهو ما كان يتعارض مع القانون الماليزي آنذاك، تم تسجيل الجامعة 

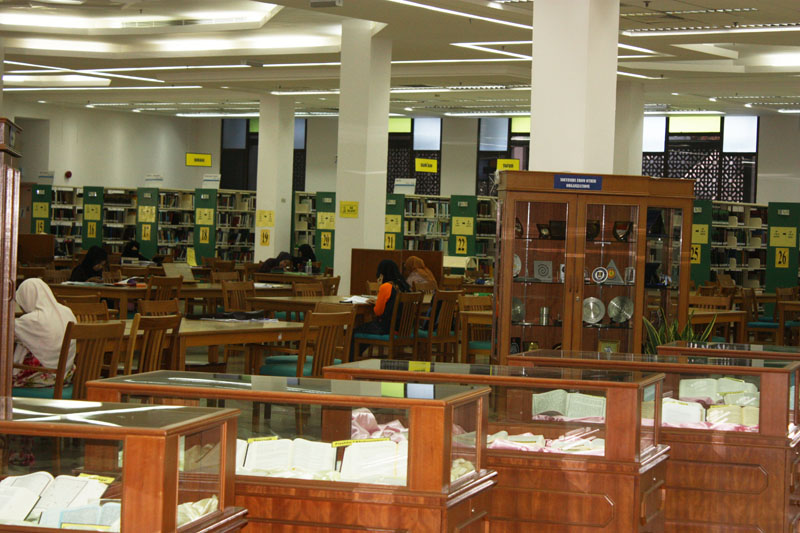
مكتبة الجامعة من الداخل.

بموجب قانون الشركات لعام 1965 (الذي أُلغي لاحقًا). لكن في 23 مايو 1983، أصبحت الجامعة رسميًا جامعة حكومية وفقًا للمادة 5A (2) من قانون الجامعات والكليات الجامعية لعام 1971، بعد صدور أمر تأسيسها من الملك أحمد شاه المستعين بالله، إثر اتفاقية دبلوماسية بين حكومة ماليزيا وسبع حكومات أخرى ومنظمة التعاون الإسلامي.
استقبلت الجامعة في أول عام أكاديمي لها الذي بدأ في 8 يوليو 1983 دفعة مكونة من 153 طالبًا من داخل ماليزيا وخارجها. وتم تقديم الدورات من خلال كلية الاقتصاد، وكلية القانون، ومركز المعرفة الأساسية، ومركز اللغات. وفي أول حفل تخرج أُقيم في 10 أكتوبر 1987، منح 68 خريجًا درجة البكالوريوس في الاقتصاد، و56 خريجًا درجة البكالوريوس في القانون، و29 قاضيًا دبلومًا في القانون وإدارة القضاء الإسلامي.

## الحرم الجامعي
يقع المقر الرئيس للجامعة الإسلامية العالمية في ماليزيا على مساحة 700 فدان (2.8 كيلومتر مربع) في غومباك، سيلاغور، وتضم ستة فروع أخرى. توجد ثلاثة من هذه الفروع في كوانتان، باهانغ، حيث يوجد مركز الدراسات التأسيسية في غامبانغ، وفرع مخصص للعلوم الطبية في بندر إنديرا ماكوتا، وفرع سريري بالقرب من مستشفى تنكو أمبوان أفزان. كما يوجد فرعان حضريان في كوالالمبور، أحدهما في بيرسياران دوتا والآخر في جالان دامانسارا، بالإضافة إلى فرع آخر يقع في بندر يونيفيرسيتي باغوه، جوهور.

### الكليات
تضم الجامعة الإسلامية العالمية في ماليزيا 14 كلية:
- كُلية أحمد إبراهيم للقانون (AIKOL) – غومباك
- كُلية الاقتصاد وعلوم الإدارة (KENMS) – غومباك
- كُلية عبد الحميد أبو سليمان للمعرفة الإسلامية الوحيّة والعلوم الإنسانية (AHAS KIRKHS) – غومباك
- كُلية العمارة وتصميم البيئة (KAED) – غومباك
- كُلية الهندسة (KOE) – غومباك
- كُلية التعليم (KOE) – غومباك
- كُلية تكنولوجيا المعلومات والاتصالات (KICT) – غومباك
- كُلية الطب (KOM) – كوانتان
- كُلية طب الأسنان (KOD) – كوانتان
- كُلية علوم الصحة المساعدة (KAHS) – كوانتان
- كُلية العلوم (KOS) – كوانتان
- كُلية التمريض (KON) – كوانتان
- كُلية السياحة المستدامة واللغات المعاصرة (KSTCL) – باغوه

## الأسلوب المعماري لمباني الجامعة
تتميز مباني الجامعة بتأثرها بالفن المعماري الإسلامي الأندلسي، بسطوحه الزرقاء ويتوسطها نهر بني اللون.

## اللغات المستخدمة في الجامعة
- اللغة الإنجليزية وتعتبر اللغة الرئيسية للجامعة وبها يتم تدريس أغلب المواد الدراسية.
- اللغة العربية يتم استخدامها عند دراسة العلوم الإسلامية والعربية.
- اللغة الماليزية لا تستخدم بشكل رسمي ولكن يتم تدريسها لجميع الطلاب، حتى الأجانب منهم. والمقصود هنا أن الأجانب يتم تدريسهم أساسيات اللغة الماليزية فقط دون التعمق فيها.

## معرض صور

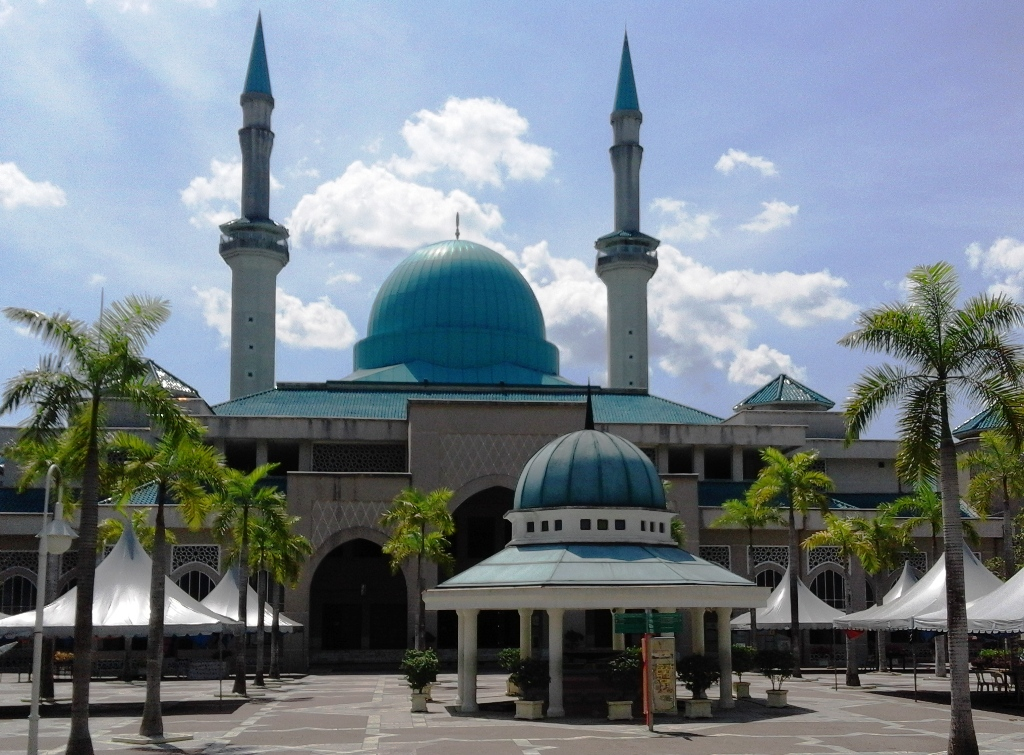
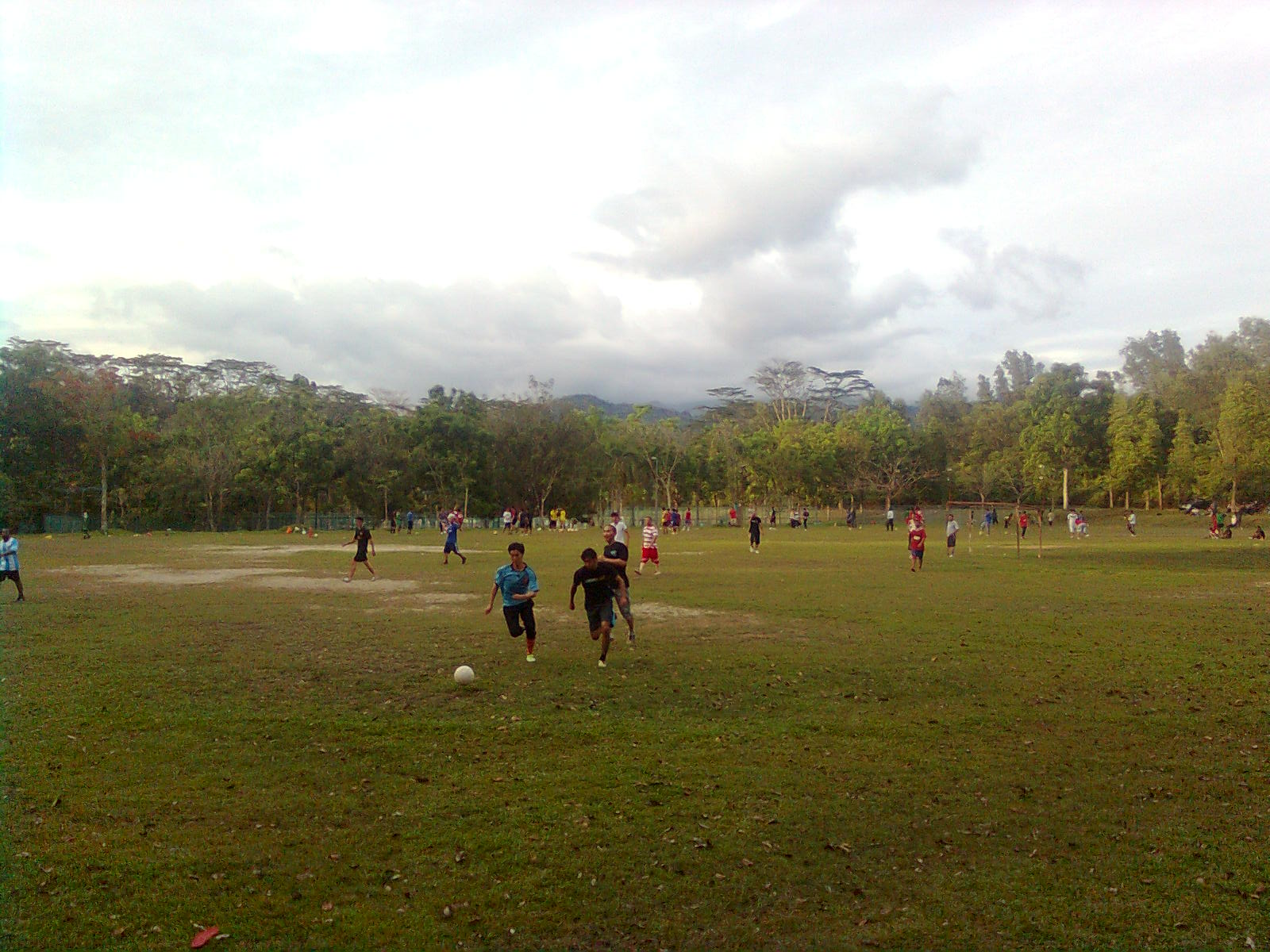
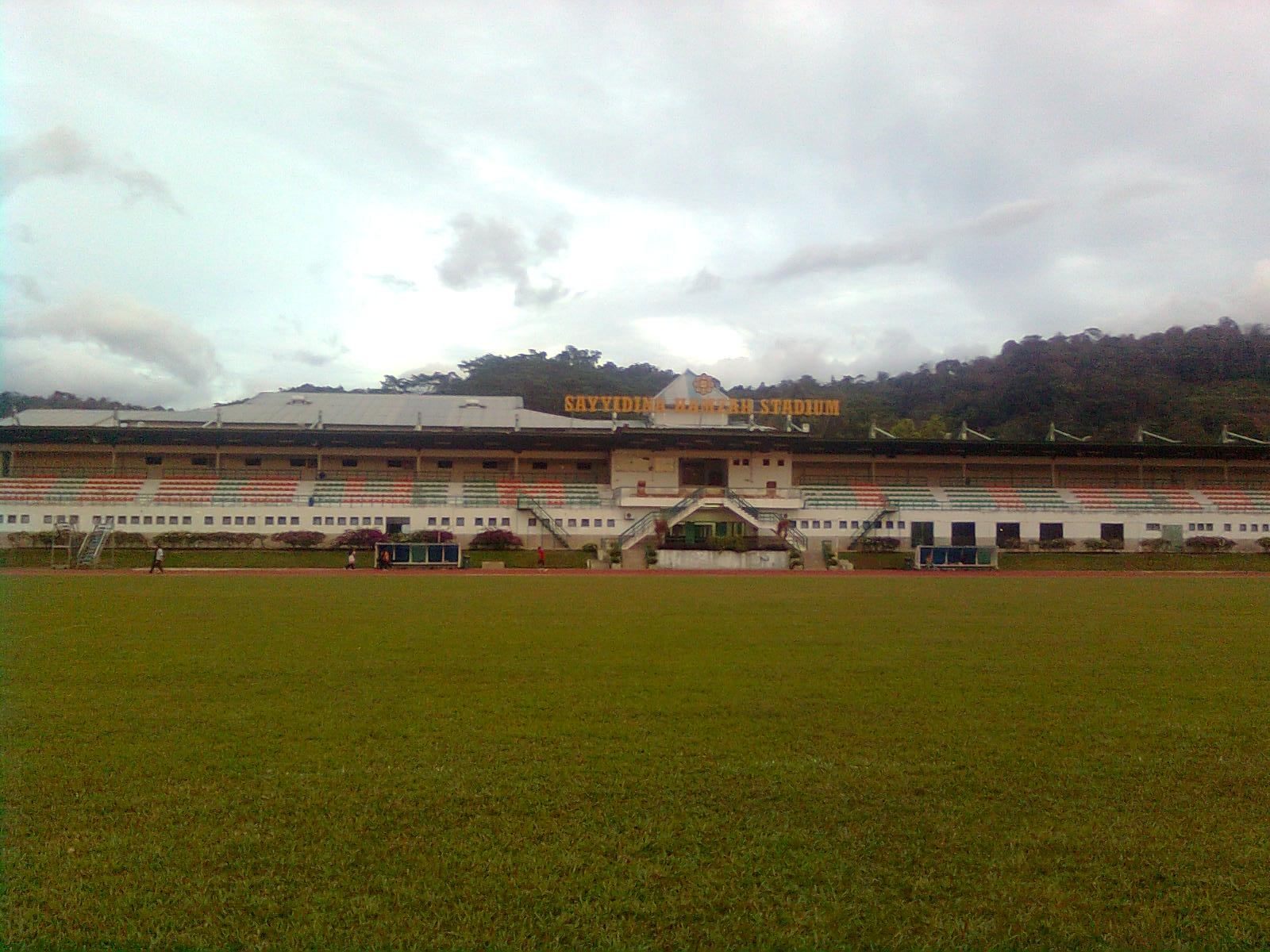
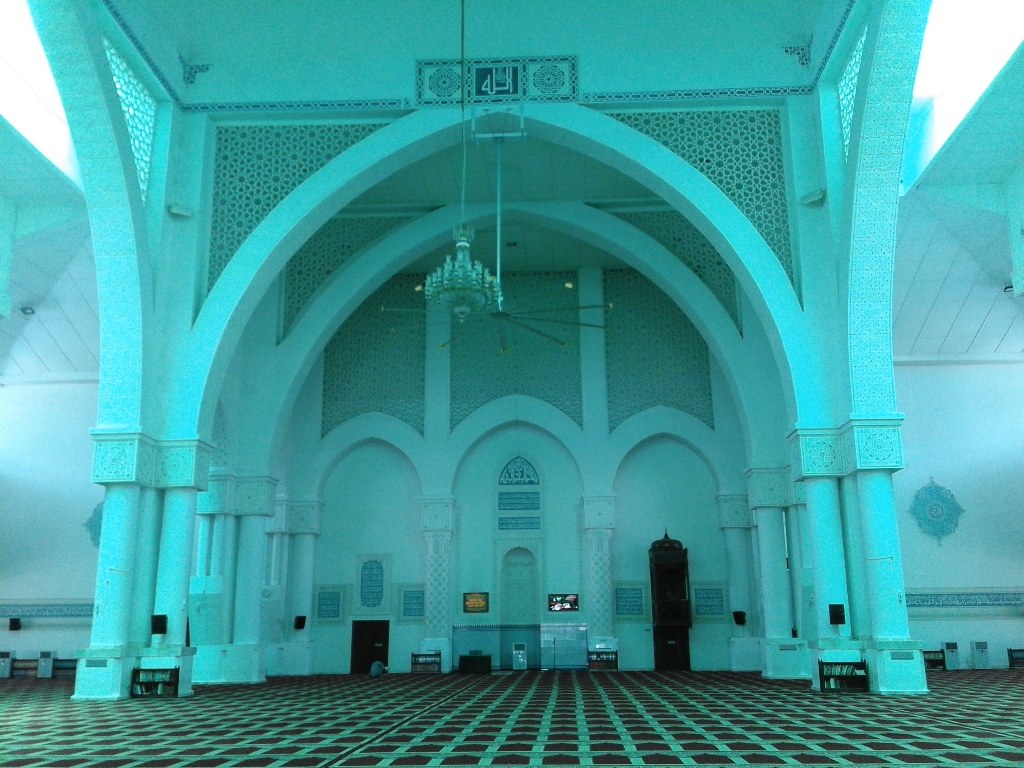
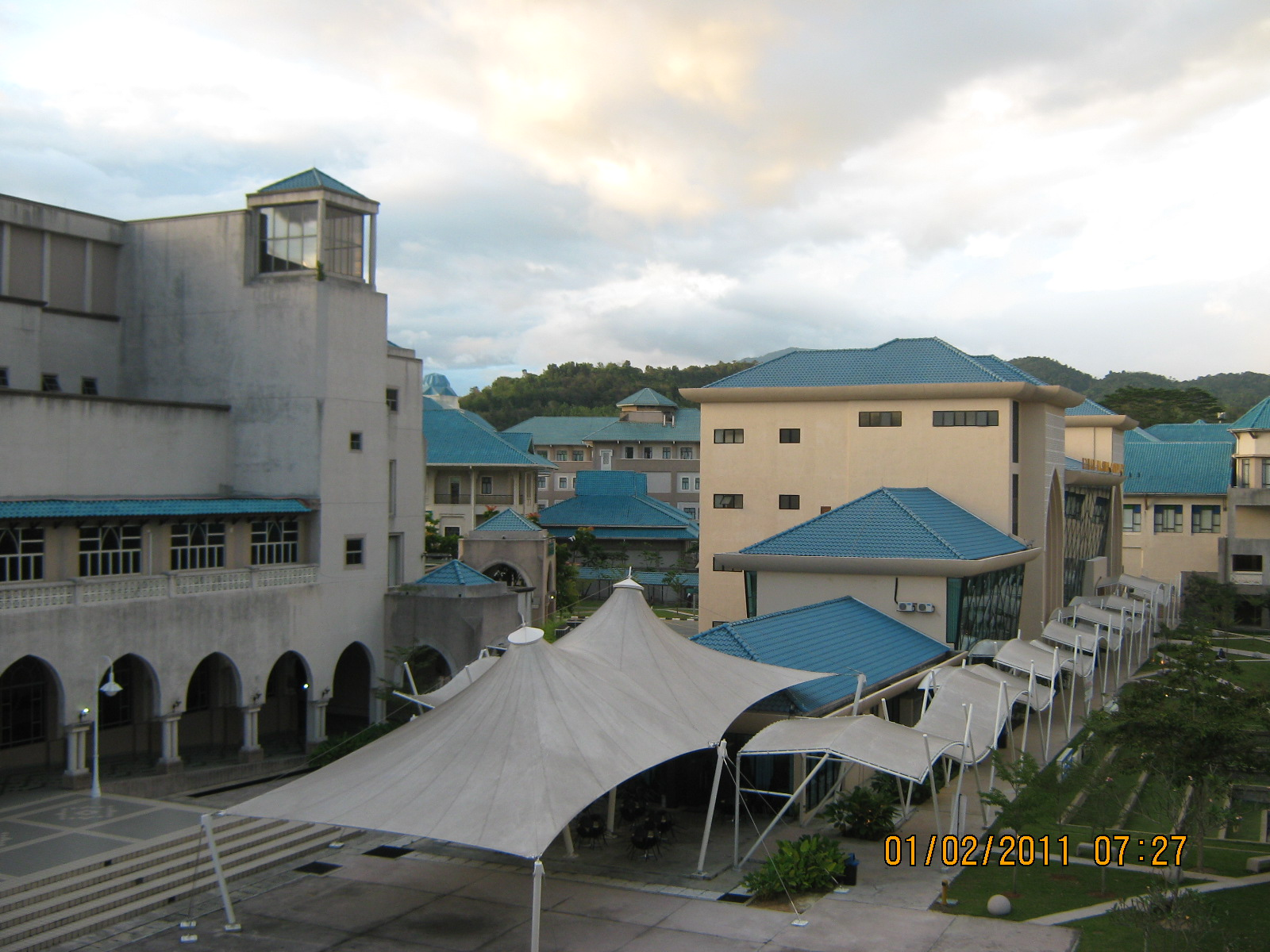
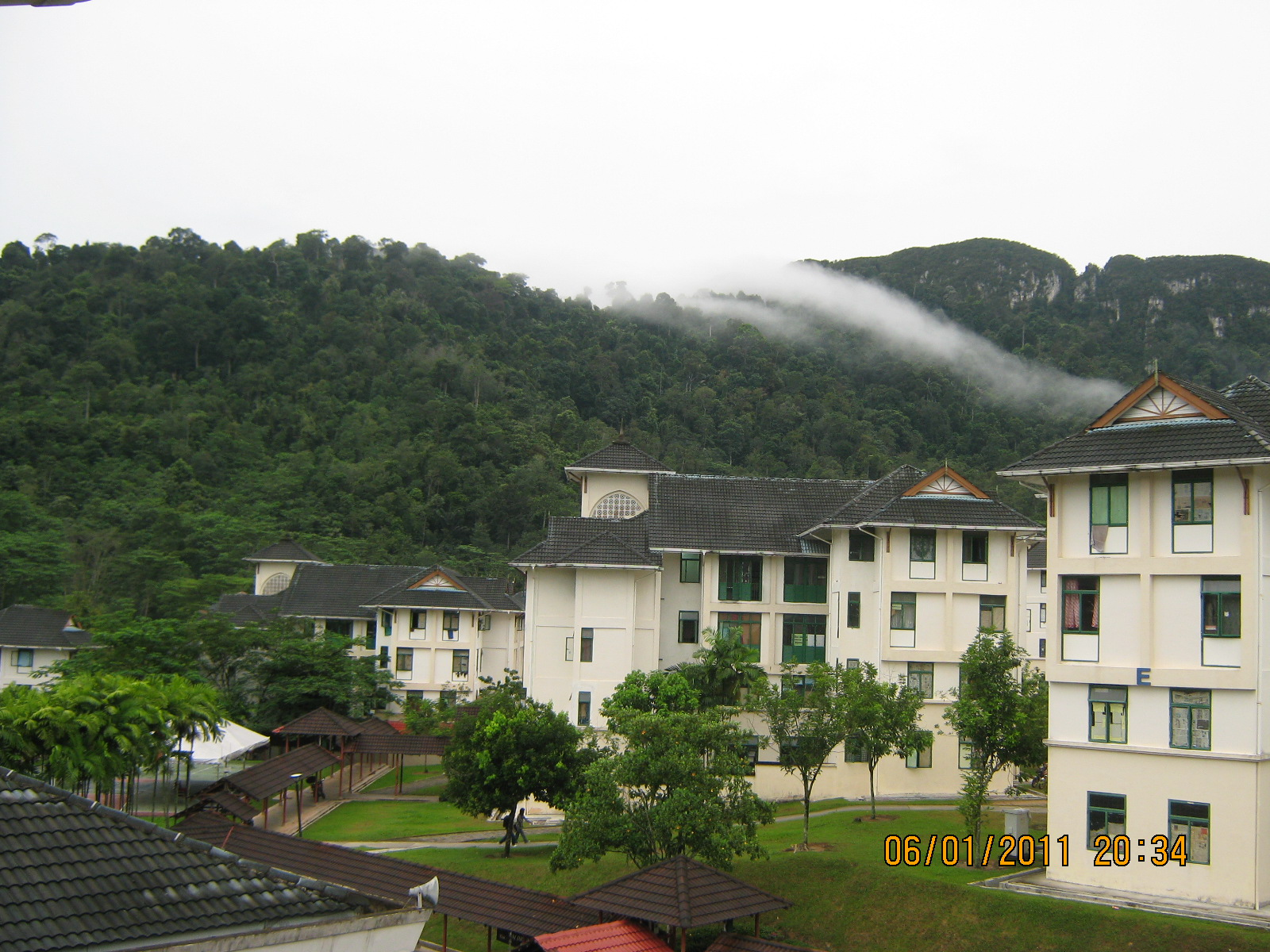